# 特倫特·凱利
特倫特·凱利（英語：Trent Kelly；1966年3月1日—），美国政治人物、陸軍國民兵少将。自2015年開始，他是密西西比州第一國會選區選出的聯邦眾議員。他的黨籍是共和黨。凱利在2015年首次當選聯邦眾議員 。